# Marquee Club
O Marquee Club foi um clube de música popular localizado em Londres, Inglaterra. 

## Histórico

### Origens: 1958
O clube foi inaugurado em 1958 na Oxford Street 165 e era, originalmente um clube de jazz e skiffle.

### Mudança e fama mundial: 1962-1988
Em 1962, o clube mudou-se para o endereço Wardour Street 90. Foi nesse novo endereço onde o grupo The Rolling Stones fez sua primeira apresentação em 12 de julho de 1962. A partir daí, muitos dos maiores artistas de Rock do mundo se apresentaram em seu pequeno palco o que fez que o Marquee ganhasse fama mundial. Entre os nomes que se apresentaram destacam-se: Queen, Alexis Korner, Cyril Davies, Chris Barber, The Yardbirds, Led Zeppelin, The Who, King Crimson, Yes, Jethro Tull, The Jimi Hendrix Experience e Pink Floyd (que fazia shows regulares aos domingos). O movimento punk e new wave tiveram seu espaço no Marquee com apresentações de Eddie and the Hot Rods, The Stranglers, Generation X, London, The Police, U2, Skrewdriver, The Sinceros, Buzzcocks, The Jam,  Joy Division, The Sound, The Cure e Dire Straits, durante sua primeira turnê em 1978. Se apresentaram com regularidade Steve Hillage, Rory Gallagher, Racing Cars, The Enid, Hanoi Rocks e The Tyla Gang. Foi onde também onde o grupo AC/DC se apresentou por muito tempo. O movimento New Wave of British Heavy Metal encontrou seu espaço e foi onde ocorreu a segunda apresentação do consagrado grupo Iron Maiden, na Iron Maiden Tour. A banda Def Leppard se apresentou lá durante a excursão de seu álbum Pyromania e também ocorreram apresentações de Hanoi Rocks e Angel Witch. O Rock neoprogressivo teve sua vez com a apresentação da banda Marillion.

### Nova mudança e fechamento: 1988-2008
Em 1988, o Marquee mudou-se para Charing Cross Road 105. Em 1993, a banda Dream Theater gravou no Marquee o seu álbum ao vivo, Live at the Marquee. Problemas financeiros fez com que o Marquee fosse fechado em 2003. A casa reabriu em 2004, porém os problemas financeiros continuaram e o Marquee Club fechou em definitivo em 2008.

### A volta?
Segundo o site oficial da casa, "um novo e excitante capítulo da história do Marquee está para ser escrito" com a filmagem de uma série de TV, ainda em 2012, intitulado Live at the Marquee. E é grande a expectativa de que o Marquee Club reabra suas portas.   

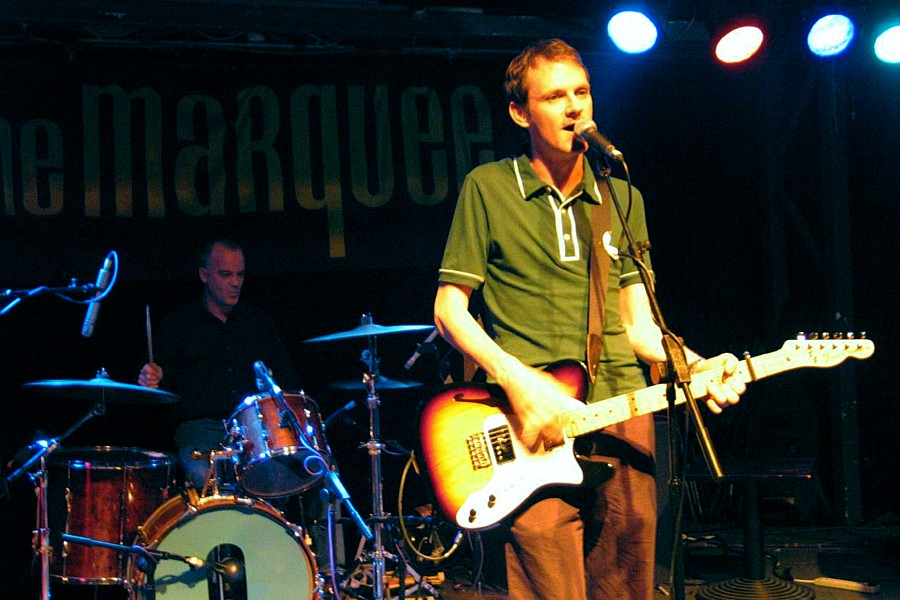
Show da banda escocesa Ballboy no Marquee Club em 13 de Agosto de 2005

## Principais artistas que se apresentaram no Marquee Club
- The Rolling Stones
- Queen
- The Yardbirds
- Led Zeppelin
- The Who
- King Crimson
- Yes
- Jethro Tull
- The Jimi Hendrix Experience
- Pink Floyd
- The Police
- U2
- Sex Pistols
- The Jam
- Joy Division
- The Cure
- Dire Straits
- AC/DC
- Iron Maiden
- Def Leppard
- Marillion
- Sepultura
- Metallica
- The Nice
- Rory Gallagher
- Dream Theater
- Guns n' Roses
- Wham
- Nazareth
- Camel